# 迪特尔·布尔登斯基
迪特尔·布尔登斯基（德語：Dieter Burdenski，1950年11月26日—2024年10月9日），德国男子足球运动员，场上位置是守门员。他曾代表西德国家队参加1978年国际足联世界杯，结果队伍止步第二轮。